# 布拉索夫
布拉索夫（羅馬尼亞語：Brașov，發音：[braˈʃov] ⓘ），也称喀琅施塔特為羅馬尼亞布拉索夫縣的首府，位於特兰西瓦尼亞南部，距離羅馬尼亞首都布加勒斯特約166公里。而這座城市更被南喀爾巴阡山脈包圍著。而這座城市最著名的是金鹿國際流行音樂節，吸引各國參加。

## 名称
根据德拉戈什·摩尔多瓦努（Dragoș Moldovanu）的说法，布拉索夫这个名字来源于当地的河流名称Bârsa（布尔萨河），这条河流被斯拉夫人称为Barsa（巴尔萨），然后转化为Barsov（巴尔索夫），最终转化为Brasov（布拉索夫）。
根据帕尔·宾德尔（Pál Binder）的说法，不管是罗马尼亚语Brașov还是匈牙利语Brassó都是来自于突厥语词barasu，意思是“白色的水”，ov则是斯拉夫语的后缀。另外还有说法可能源自于古斯拉夫人名Brasa（布拉萨）。1252年，匈牙利的贝拉四世在一份文件中，提及此地的名字是“Terra Saxonum de Barasu”（巴拉斯的萨克森土地）。
根据包拉什·奥尔班（Balázs Orbán）的说法，布拉索夫的拉丁语名字Corona，意思就是“皇冠”，指的是罗马天主教库马尼亚教区上面建立的一个修道院，这个修道院被帕尔·宾德尔认为就是圣凯瑟修道院。其他人认为Corona源自于城市的旧徽章，而德语则是继承了这个徽章的含义，变成了Kronstadt，意思就是“皇冠之城”。

## 地理及氣候
布拉索夫位于罗马尼亚的中部地区，接近雅洛米察河，距离首都布加勒斯特161公里，位于布拉索夫洼地，同时也位于喀尔巴阡山脉的弯曲位置，平均海拔为625米。全市面积约为167.32平方公里，在发展过程中，布拉索夫县将郊区的村庄逐步纳入行政管辖结构，除了郊区乡村以外，布拉索夫县的行政范围还包括了多座山峰（包括波斯特瓦鲁尔峰）。流经布拉索夫的河流有施凯乌河等。
布拉索夫地区的野生动物相对稀少，主要居住在周围的森林中，贸然进入森林的游客可能会遇到熊、狼或者狐狸。坦帕山是布拉索夫负责管理的自然保护区（203.4公顷），主要保护几种稀有的地方植物物种。

## 歷史
布拉索夫的歷史最早可以追溯至新石器時代。19世紀後期，考古學家在布拉索夫一帶發掘出原始人類活動及生活的痕跡。此外，他們在此處也挖掘出達基亞人的軍事堡壘和羅馬人的建築物，證明布拉索夫一帶在遠古已經有人居住。考古學家相信在青铜时代的後期，最早的羅馬尼亞人就是在南喀爾巴阡山脈一帶群居，並形成逐漸部落式的社會制度。而一些出土文物如硬幣、飾物、金屬工具、陶器及居所遺址可以鑑定這些人大約生活在公元2世紀至8世紀。另外可以確定的是，這些住民都信奉基督教（在東西教會大分裂後，他們大多奉東正教）。此外在13世紀時，一些來到羅馬尼亞的開拓者到達此地後，幫助當地居民建立一些學校、教堂等建築，更把居民們分為不同職業，如商人、木匠等，令這片土地得以發展。
而德意志人的到來就為布拉索夫的發展起了很大作用。1141至1161年間，匈牙利國王蓋薩二世就請來了這些德意志人到來協助發展城鎮、建立礦井、耕種土地，以幫助當地的文明發展。這些開拓者大多來自萊茵河區、佛兰德、摩澤爾，亦有些來自图林根、巴伐利亞、瓦隆尼亚及法國等地。這些人後來在當地混居，成為當地的居民之一。
1211年，匈牙利國王安德烈二世下令一部份十字軍條頓騎士團的騎士到布尔岑兰加強邊界的防禦，以抵抗敵人入侵。雖然1225年條頓騎士團被教宗遣往普魯士，但這些騎士們卻留了下來，並建立起布拉索夫城。這些德國人在當地進行商貿及手工業，令布拉索夫城成為連接歐洲和奧斯曼帝國的一個重要商站。此外，這個城市的免稅政策令當地的薩克森人得以獲取暴利，並加強他們在當地的政治影響力。而這些富庶的商人，更是當地具獨殊風格建築的始作俑者。當地的不少建築至今仍保存下來，一部份更被列入聯合國教科文組織世界遗产之中，如當地最著名的「黑教堂」，就是東歐最大的哥德式建築。
布拉索夫後來成為德意志騎士們的封地。自此，新殖民者開始不承認當地居民的特權，更不再認同他們作為公民的身份。這使得他們不能再在當地經營手工業的生意。此外，他們的宗教－東正教也不再被承認，尤其是在15世紀時最為明顯。後來，新殖民者們卻為當地居民建立起第一所石磚教堂，以及在特蘭西瓦尼亞發行第一份活字印刷品，不久更建起第一所圖書館。為當地文教發展提供很大的幫助。此外，俄羅斯女沙皇伊麗莎白、摩爾多瓦總督及瓦拉奇統治者對此城的捐贈更令當地教育和宗教得到大力發展。18世紀時，神聖羅馬皇帝約瑟夫二世更向居民開放了公民權利，形成更民主的政治。
1918年，第一次世界大戰結束，羅馬尼亞獨立，特蘭西瓦尼亞成為羅馬尼亞的一部份，直至第二次世界大戰前，布拉索夫城的經濟穩步發展。二戰時，羅馬尼亞成為軸心國的成員，與同盟國對抗。後來，二戰結束，盟國勝利，布拉索夫城的德國人被放逐至蘇聯，一部份在羅馬尼亞變成共產政權後逃到西德。1987年，布拉索夫城內出現了反對政府的罷工潮，間接促成羅馬尼亞在1989年爆發了革命，結束統治者尼古拉·齊奧塞斯庫的政權。

## 人口
根據2002年調查所得，布拉索夫的總人口大約有284,734人。當地的種族如下（2002年為準）：
- 羅馬尼亞人：258,042人（90.62%）
- 匈牙利人：23,204人（8.15%）
- 德國人：1,717人（0.6%）
- 罗姆人：762人（0.26%）
- 猶太人：138人（0.07%）
- 其他：871人（0.3%）

布拉索夫的都市區在2005年建成，預計會有350,000至400,000名居民。

## 政治
布拉索夫的行政事务由市长和当地的市议会进行管理。现任市长是艾伦·科利班（Allen Coliban），隶属于拯救罗马尼亚联盟。
布拉索夫市议会一共有27个议员，在2020年罗马尼亚地方选举之后，议席分配如下：拯救罗马尼亚联盟12席、国家自由党11席、社会民主党4席。

## 經濟
在1918至1922年間的內戰後，布拉索夫開始發展工業，後來更建立起一間全羅馬尼亞最大規模的飛機製造公司。在第二次世界大戰間，布拉索夫就為羅馬尼亞政府生產了不同種類的戰鬥機以應付蘇聯的攻勢。戰後羅馬尼亞共產政府成立，這個飛機製造場被強制改成農業設備生產場，並改名。
然而，布拉索夫的工業化進程在共產政府統治的年代開始加速，這吸引了很多來自外地的勞工。而政府更大力發展當地的重工業，如德國MAN公司的貨車生產線就設在布拉索夫。雖然在近年來，布拉索夫的工業發展有所減退，但它仍生產農業用的大型拖拉機及機械、液壓變速器、汽車零件、滾珠軸承、直升機、建築物料、工具、傢具、紡織品、鞋及化妝品。此外，當地的食品加工業有一定規模，如巧克力製造廠、啤酒廠等。

## 教育
布拉索夫拥有46所幼儿园，28所普通学校，8所公立学院、8所高中、1所神学院，1所拥有18个学院的公立大学（布拉索夫特兰西瓦尼亚大学）和6所私立大学。

## 交通
布拉索夫当地的交通网络主要是44条城市巴士和无轨电车线路以及10条都会巴士线路。另外还有一条定期的巴士线路用来连接冬季度假圣地——波亚纳布拉索夫（行政上是布拉索夫市的一部分）。所以这些服务均由RAT Brașov进行运营。布拉索夫车站是罗马尼亚的最繁忙的车站之一，全國性的鐵路把布拉索夫和錫比烏、阿爾巴尤利亞、勒姆尼庫沃爾恰、梅迪亞什等城市連結起來。
布拉索夫-金巴夫国际机场是一个预定的机场开发项目，位于金巴夫附近，未来的A3高速公路也会从旁边经过。它是罗马尼亚后共产党政府开发的第一个机场，也是罗马尼亚第17个商业机场，总面积约为11780平方米，主航站楼的建设合同被授予承包商Bog'Art Bucharest，合同签署与2019年8月21日，由于Covid-19的影响，航站楼最终在2021年3月完成施工，第一次商业飞行可能在2021年底进行。
CFR宣布进行一项新铁路线的可行性研究，目标就是将新机场与布拉索夫火车站进行连接。

## 旅遊

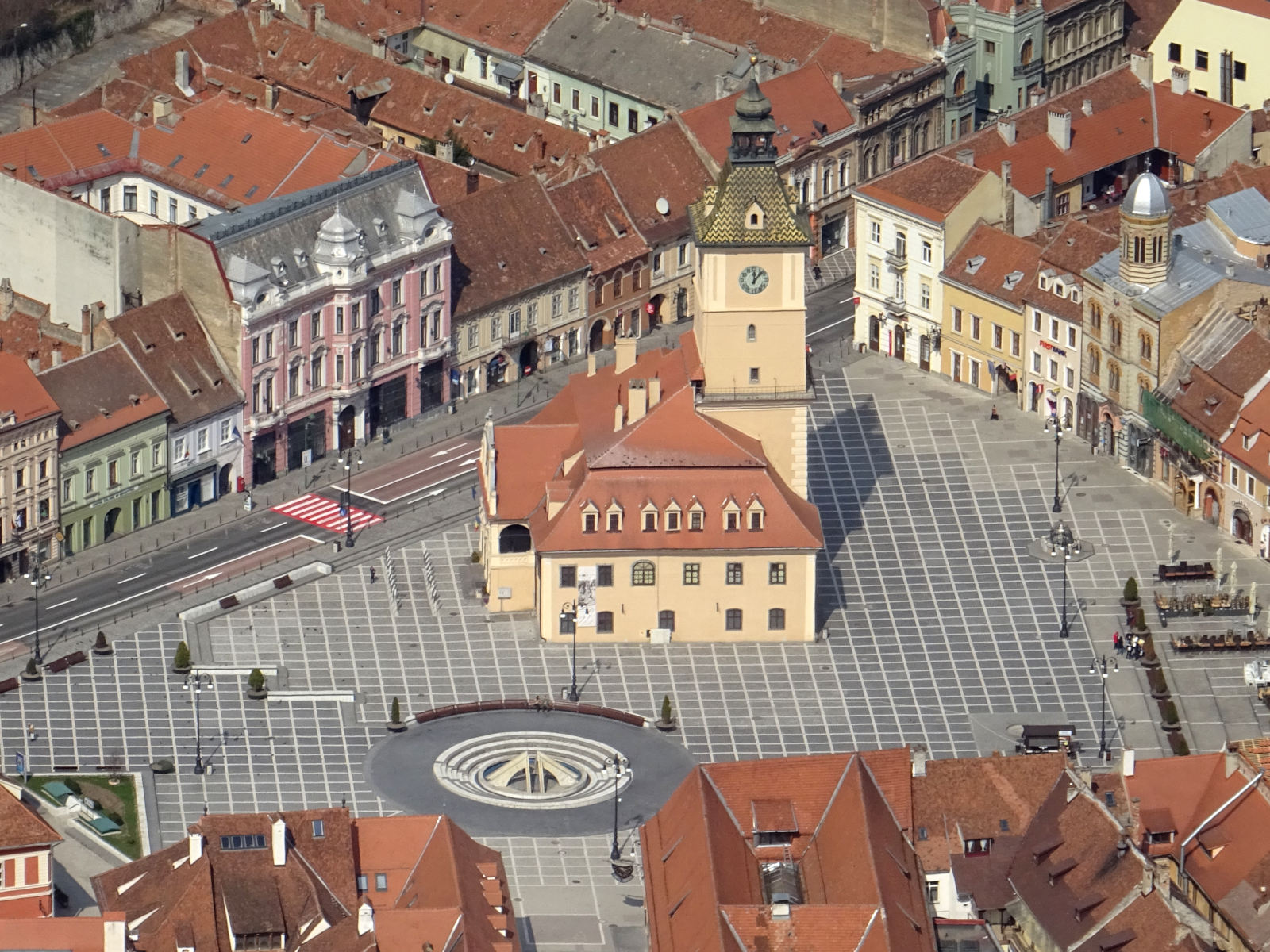
市中心的布拉索夫议会广场

當地有很多歷史建築，當中不乏成為聯合國教科文組織世界遗产之作。如當地著名的「黑教堂」，就吸引了很多外國遊客到來參觀。此外，布拉索夫保留著一個傳說是「吸血鬼德古拉」住過的布兰城堡，令很多遊客紛紛慕名而來，一探這個傳說的究竟。此外，由於布拉索夫座落於南喀爾巴阡山脈的山腳，所以當地的山景也成為遊客的觀光熱點。
而這城市自1968年起成為「金鹿國際流行音樂節」的主辦城市，迄今已舉辦十六屆。而這個活動每年也吸引很多外國人參與。

## 体育
布拉索夫在发展体育运动方面拥有悠久的传统，当地第一个体育协会诞生于19世纪末（射击协会和体操学校）。特兰西瓦尼亚体育博物馆是罗马尼亚最古老的的博物馆之一，主要展示这座城市在体育领域的贡献。在共产主义时期，当地举办过大运会和达契亚运动会。现在，可以在市内进行的运动包括足球、橄榄球、网球、自行车、手球、滑翔、滑雪、滑冰、登山、彩弹射击、保龄球、游泳、打靶、篮球、武术、排球和体操等。
当地的足球队是SR布拉索夫，目前在罗马尼亚丙级联赛比赛。已解散的球队布拉索夫科尔切亚曾经在1928年获得过罗马尼亚联赛的冠军（该球队已于2015年重建）。
2013年2月，布拉索夫成功举办2013年欧洲青年奥林匹克运动节。11月，布拉索夫正式申办2020年冬季青年奥林匹克运动会，但最终不敌瑞士的洛桑。

## 姊妹城市
- 法國图尔
- 匈牙利杰尔
- 以色列里雄莱锡安
- 以色列内坦亚
- 芬兰坦佩雷
- 土耳其凱梅爾
- 希腊卡斯托里亚
- 波蘭波茲南
- 波蘭特瓦爾多古拉
- 丹麦霍爾斯特布羅
- 白俄羅斯明斯克
- 美国克里夫蘭
- 比利时根特
- 日本武藏野市
- 英国列斯

## 外部連結
- 布拉索夫官方網頁 （页面存档备份，存于）

1. ↑  .   [2020-08-21]. （原始内容存档于2022-06-03） （罗马尼亚语）.
2. ↑  . International Olympic Committee. 8 January 2018  [2021-10-28]. （原始内容存档于2014-06-06）.